# Ferdinand Caspar von Kleist
Ferdinand Caspar von Kleist (* 1729; † 1812) war ein kurkölnischer Offizier.

## Herkunft und familiäres Umfeld
Ferdinand Caspar Freiherr von Kleist entstammte einem katholisch gewordenen Zweig der alten pommerschen uradeligen Familie von Kleist, der im Dienste der Kurfürsten und Erzbischöfe von Köln zahlreiche Offiziere hervorgebracht hatte. Er war der neunte Sohn des zum Katholizismus konvertierten Freiherrn und kurkölnischen Generalleutnants Ewald von Kleist (1667–1746) und der Maria Anna Freiin von Manteuffel.

## Militärische Laufbahn
Ferdinand Caspar begann seine Laufbahn 1744 als Edelknabe am Hof des Kurfürsten von Köln. Da er wie sein Vater und die meisten seiner Brüder den Offiziersberuf anstrebte, wechselte er vom Hofdienst zum Militär. Er machte schnell Karriere, zumal er einem Regiment angehörte, das der Kurfürst zur Reichsarmee beisteuern musste. Mit diesem Regiment, nun schon Major, zog er mit der Reichsarmee im Siebenjährigen Krieg gegen die Preußen. Hierbei zeichnete er sich bei der Einnahme von Torgau besonders aus, als sein Bataillon (es gehörte zum von Wildensteinschen Regiment) mit anderen Truppenteilen am 27. September 1760 die Preußen zwang, eine Pontonbrücke über die Elbe aufzugeben. Im folgenden Jahr kämpfte er mit seinem Bataillon weniger glücklich: Im Gefecht bei Saalfeld am 2. April 1761 wurde seine Einheit von den Preußen besiegt und gezwungen zu kapitulieren. Er selbst geriet in preußische Kriegsgefangenschaft, aus der er 1762 gegen einen gefangenen preußischen Offizier ausgetauscht wurde.
Nach Beendigung des Siebenjährigen Krieges diente Kleist weiter in der kurkölnischen Armee. Er gehörte dem Kleist’schen Regiment, der Einheit eines Verwandten, an und wurde Anfang 1770 zum Obersten und am 15. August 1787 zum Generalwachtmeister befördert. Am 4. September 1802 wurde er schließlich Chef des erwähnten Kleist’schen Regiments.
Ferdinand Caspar Freiherr von Kleist war neben seinen militärischen Pflichten auch kurkölnischer Kämmerer und außerdem Ritter des Deutschen Ordens, aufgeschworen am 4. Mai 1768 bei der Ballei zu Koblenz dieses Ordens. Er starb unverheiratet 1812.